# فولگووو
فولگووو (به لهستانی:  Folgowo) یک روستا در لهستان است که در گمینا پاپووو بیسکوپیه واقع شده‌است.